# چن جوی-لین
چن جوی-لین (انگلیسی: Chen Jui-lien؛ زادهٔ ۲ ژوئن ۱۹۷۱) وزنه‌بردار اهل تایوان بود.